# Yuzuru Shimada
Yuzuru Shimada (長谷川 元希?, Shimada Yuzuru; Mito, 28 novembre 1990) è un calciatore giapponese, centrocampista del Criacao Shinjuku.